# Kościół śś. Piotra i Pawła w Wiłkomierzu
Kościół śś. Piotra i Pawła w Wiłkomierzu (lit. Ukmergės šv. apaštalų Petro ir Povilo bažnyčia) – rzymskokatolicka świątynia znajdująca się w Wiłkomierzu, na Litwie.

## Historia i architektura
Kościół został wzniesiony w latach 1800-1820 na miejscu wcześniejszej świątyni parafialnej. Ważniejsze przebudowy przeprowadzono w latach 1894-1896 oraz 1931-1939 według projektu Wacława Michniewicza. Po II wojnie światowej część gruntów i budynków kościelnych została znacjonalizowana. Od 1985 roku budynek jest ogrzewany, natomiast w 1991 roku pod kościołem wykopano piwnicę, w której urządzono salę parafialną.
Kościół zbudowany jest w stylu klasycystycznym, z cechami barokowymi. Jest to budynek wzniesiony na planie prostokąta, trójnawowy, bezwieżowy. Ściany świątyni wzniesiono z kamienia polnego, który został zestawiony z elementami otynkowanymi. W fasadzie dominuje portyk o dwóch parach kolumn, dźwigających belkowanie i spłaszczony trójkątny fronton zwieńczony figurą Chrystusa z krzyżem. Nad drzwiami kościoła, w półokrągłej wnęce, w technice mozaikowej wtopiony jest wizerunek Chrystusa. Narożniki fasady zdobią sparowane pilastry. Malowniczości świątyni nadają ozdobne wazy, figury aniołów i posągi świętych Piotra i Pawła. 
Wnętrze kościoła ozdabia polichromia z końca XIX w. Malowidła sklepienia nawy głównej ukazują w medalionach 12 Apostołów. Skromna dekoracja stiukowa powstała w latach 30. XX w. Ołtarze w świątyni są drewniane. W głównym znajduje się obraz „Spotkanie św. Piotra i św. Pawła”, który stanowi kopię wizerunku znajdującego się w kościele pw. śś. Piotra i Pawła na Antokolu w Wilnie autorstwa Franciszka Smuglewicza. Dwa boczne ołtarze poświęcone zostały Chrystusowi Ukrzyżowanemu oraz Matce Boskiej. W świątyni zachowały się także obrazy, pochodzące z wcześniejszego kościoła, w tym osiemnastowieczne wizerunki Chrystusa u słupa i Matki Boskiej Łaskawej. Wcześniejszy jest natomiast niewielki obraz ukazujący w półpostaci Maryję z Dzieciątkiem Jezus. Obraz ten zakrywa sukienka. 
Cmentarz kościelny zdobi dwukondygnacyjna dzwonnica z kamienia, z drewnianą galerią, nakryta czterospadowym dachem. Wzniesiono ją na początku XIX w. i ozdobiono klasycystycznym detalem.

## Galeria

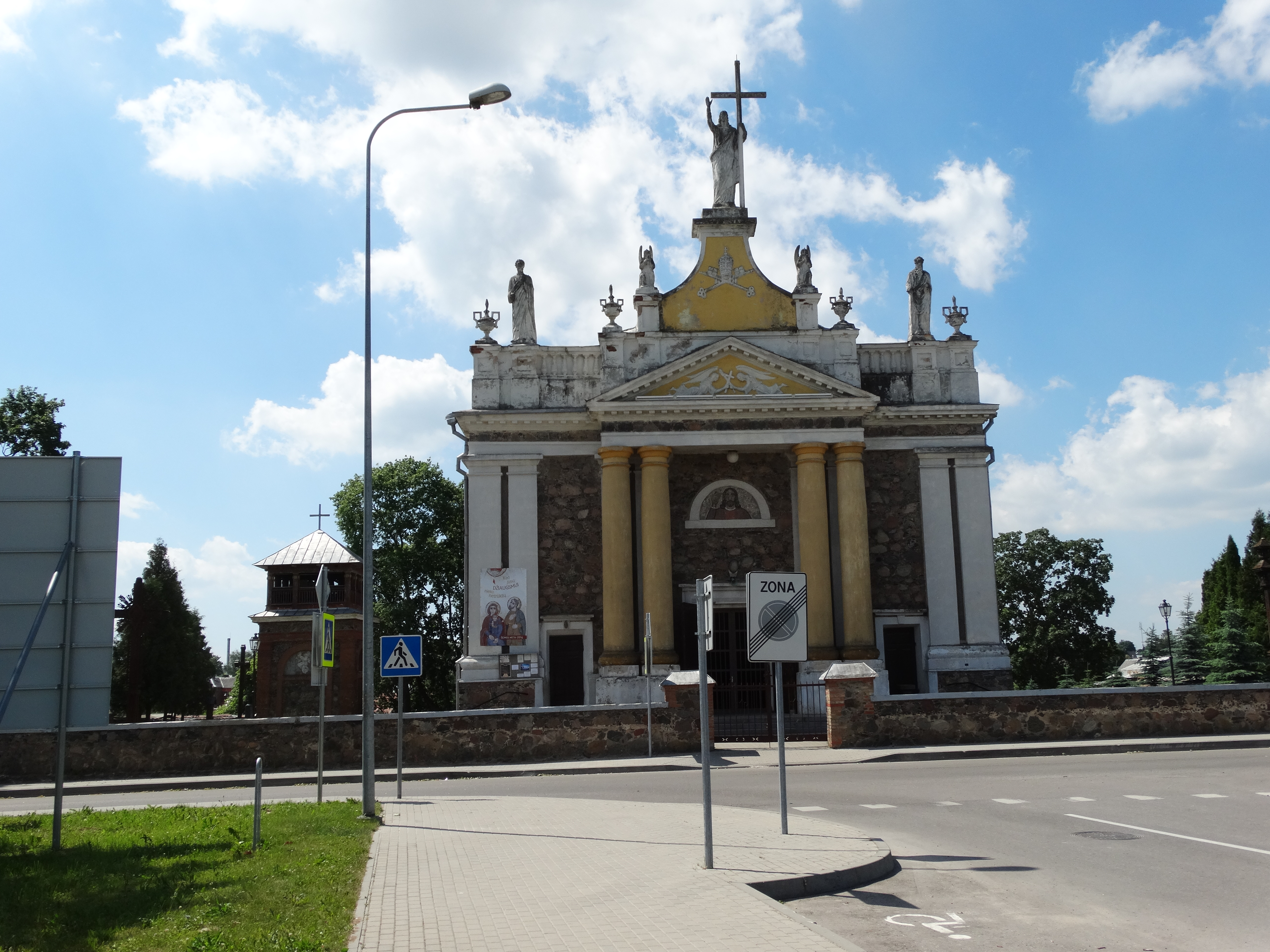
Widok od frontu
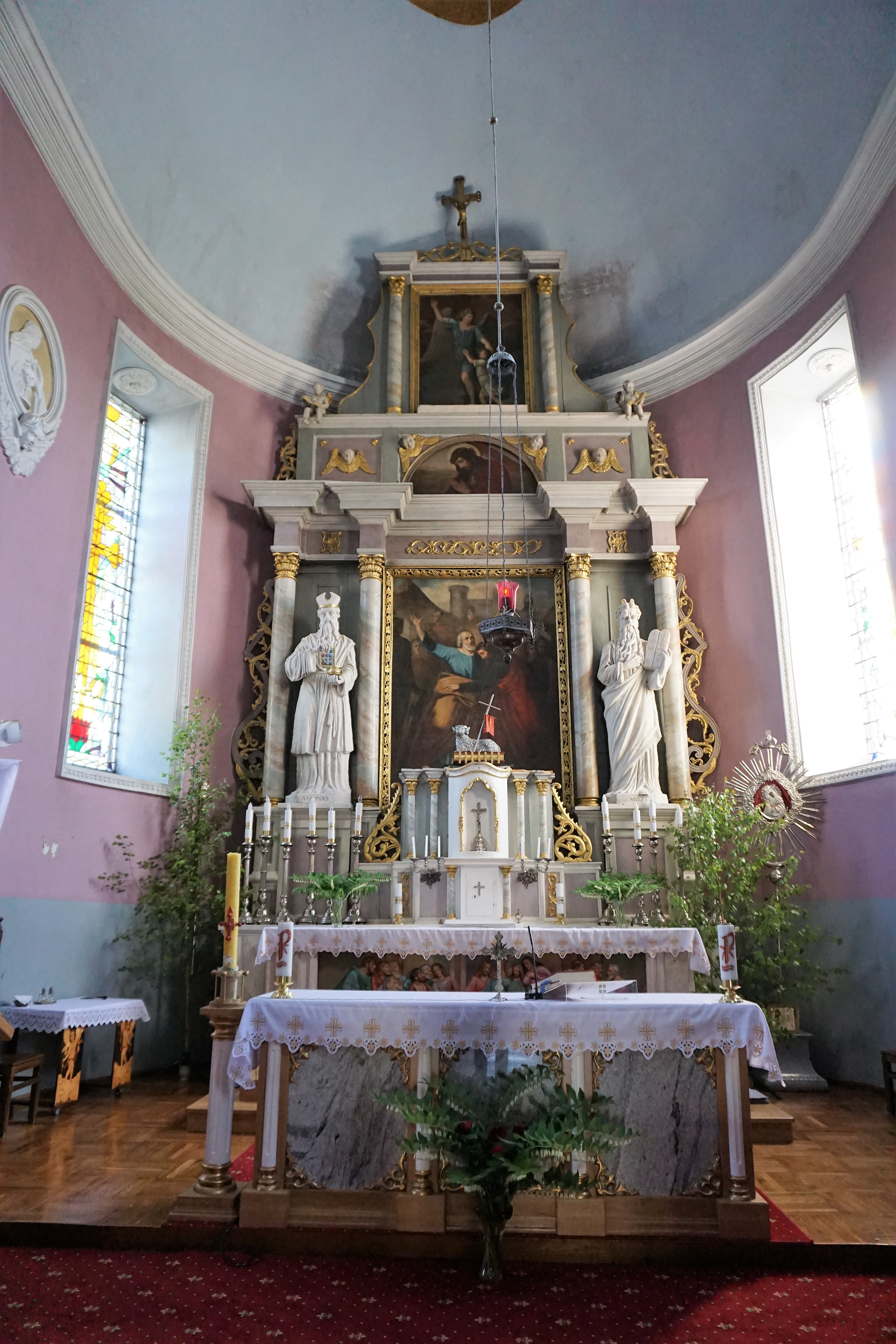
Ołtarz centralny
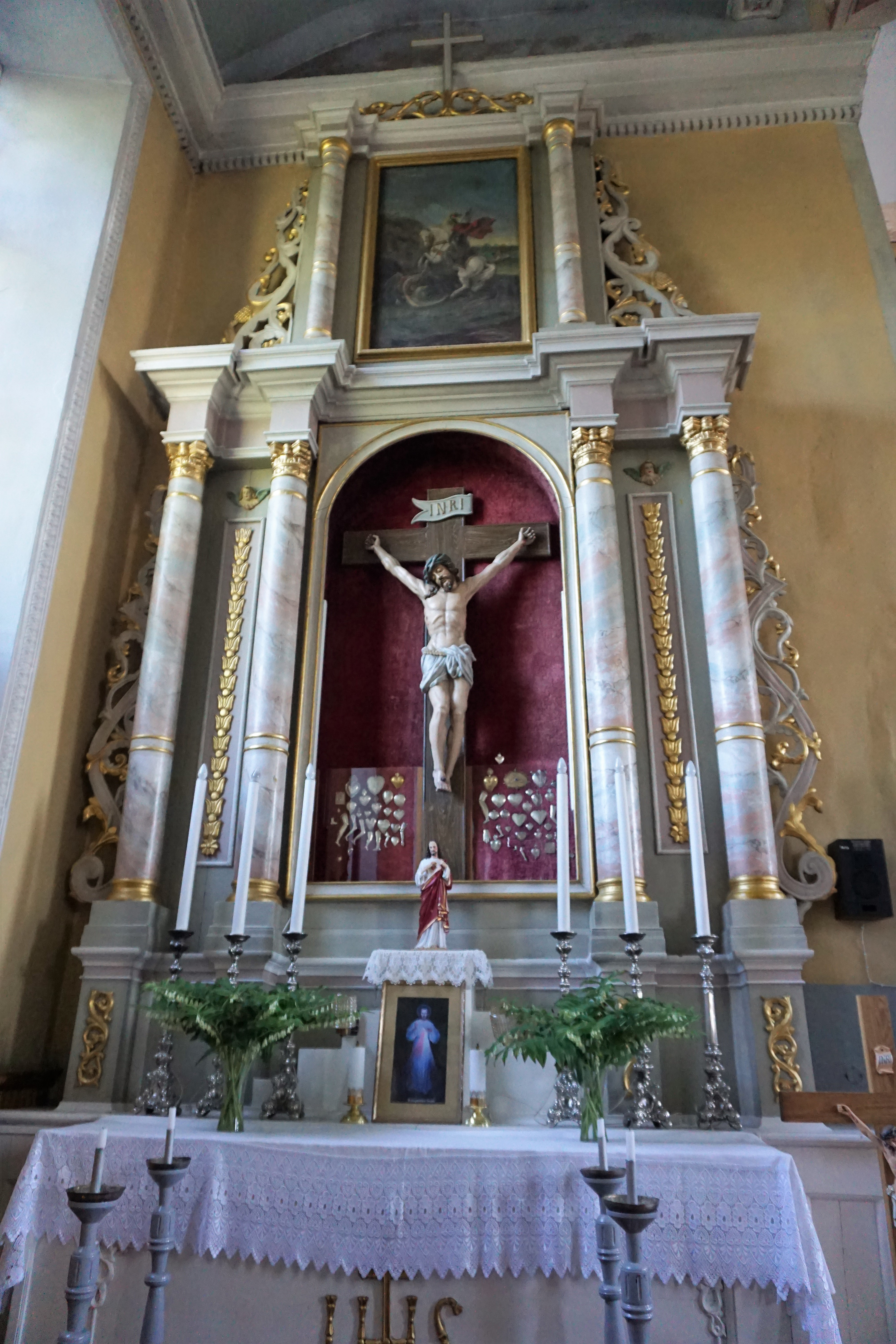
Ołtarz lewy
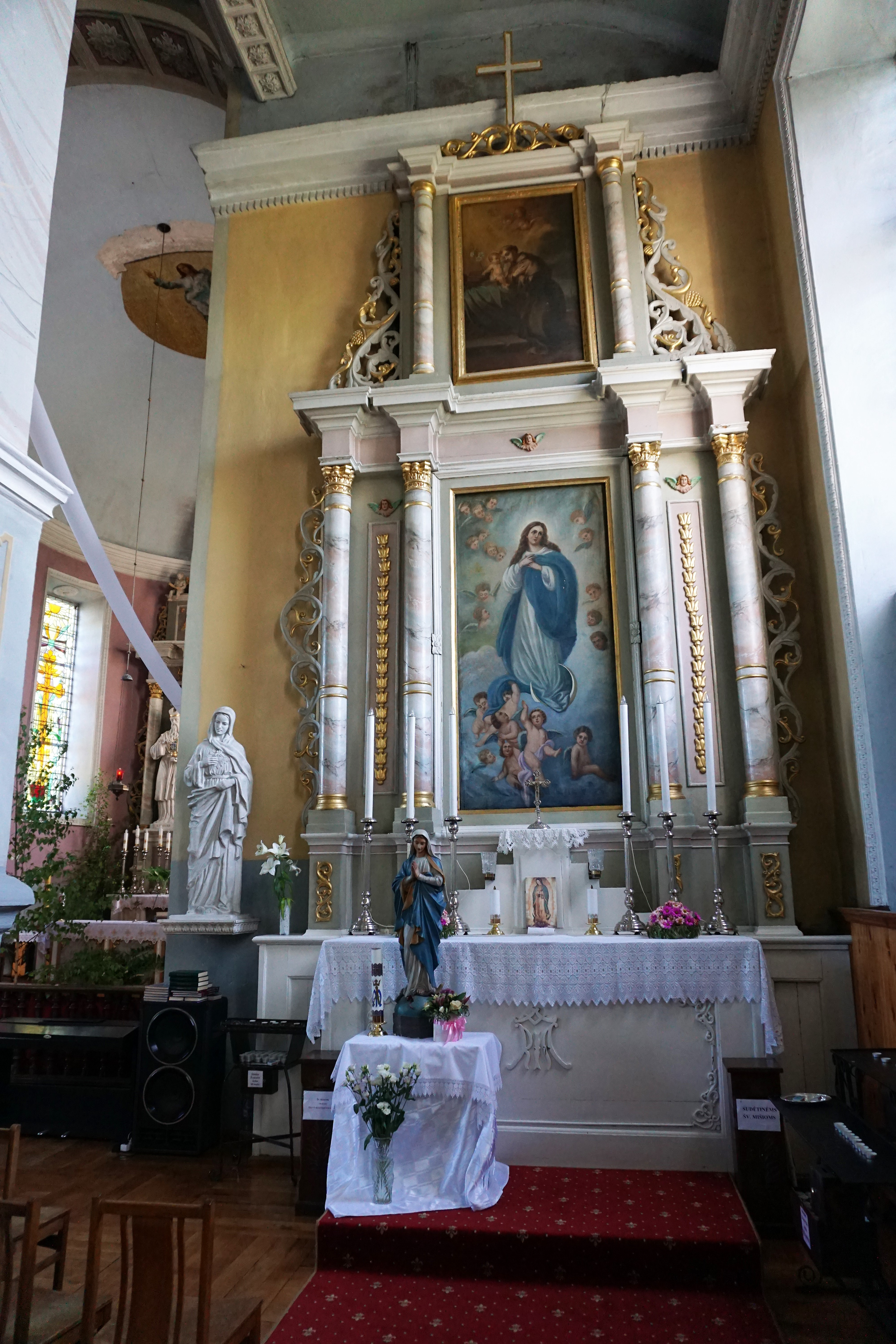
Ołtarz prawy